# 56-я стрелковая дивизия (1-го формирования)
56-я стрелковая дивизия — воинское соединение Вооружённых сил СССР, принимавшее участие в Советско-финской войне 1939—1940 гг. и Великой Отечественной войне.

## История
Фактически, является дивизией 2-го формирования, так как приказом Наркомвоена РСФСР от 28 апреля 1919 года была сформирована 5-я Украинская советская дивизия, которая входила в состав 3-й Украинской армии. С 16 июля 1919 года дивизия носила наименование 56-я стрелковая дивизия. С мая по июнь 1919 года входила в состав 8-й армии, затем по октябрь 1919 года — 9-й армии. Вела оборонит бои с войсками генерала Деникина в восточной части Украины, на р. Хопер. В августе — сентябре 1919 года  действовала против конной группы генерала Мамонтова, прорвавшейся в тыл Южного фронта. 29 октября 1919 года расформирована.
Повторно дивизия была сформирована 20 ноября 1919 года приказом РВС № 604 в составе 7-й армии как 2-я сводная стрелковая дивизия, 21 ноября 1919 года переименована в 56-ю стрелковую дивизию. Дивизия вела бои против войск генерала Юденича в районе Ямбурга. В апреле 1920 года переброшена в Белоруссию, участвовала в Советско-польской войне. Летом 1920 года форсировала реки Березина и Нарев, освобождала города Лепель, Лида, Новогрудок, Волковыск, Бельск, обороняла Гродно. В марте 1921 года участвовала в подавлении Кронштадтского мятежа. 
После Гражданской войне в России дивизия дислоцировалась в городе Опочка Ленинградского военного округа.
В 1936 году дивизия была переведена на кадровую основу. В сентябре того же года сосредоточена в составе 1-го стрелкового корпуса 8-й армии на эстонской границе. В ноябре 1939 года переброшена в Карелию на Лоймоловское направление. Принимала участие в Советско-финляндской войне 1939—1940 годов. В декабре продвинулась к ст. Лоймола, но взять её сходу не смогла. С января 1940 года дивизия проводила частную наступательную операцию, вырвавшиеся вперед лыжный батальон и рота 37-го стрелкового полка попали в окружение, их остатки вышли к своим только в феврале 1940 года, фактически продвинулась на 52 километра (среднесуточное продвижение 6,5 км). В июне 1940 года участвовала в присоединении Эстонии к СССР.

### Великая Отечественная война
В действующей армии с 22 июня по 19 сентября 1941 года.
На 22 июня 1941 года дислоцировалась в районах Поречье, Сопоцкин, Свят-Вельки, Гожа, Красное. 22—24 июня 1941 года обороняясь по фронту 40 км, приняла на себя удар трёх пехотных дивизий противника, была рассечена на части и организационно разгромлена, бои сразу приняли очаговый характер. Остатки 37-го стрелкового полка отступили к г. Сокулка, 184-й Краснознамённый стрелковый полк — на правый берег Немана севернее Гродно.
213-й стрелковый полк, заняв недостроенные доты и полевые укрепления на рубеже Августовского канала, напротив д. Соничи, двое суток в круговой обороне сдерживал натиск противника. 24 июня внезапным ударом прорвал окружение и по захваченному понтонному мосту переправился через Неман. 4 июля после рейда по тылам противника был вынужден принять бой у деревень Гуды и Липнишки Лидского района, в ходе которого был полностью уничтожен.
В 247-м гаубичном полку к 5 часам 22 июня года из 36 гаубиц осталось несколько штук, остатки полка начали отход к Неману. Вечером из 1240 человек до Гродно дошли 78. В ночь на 23 июня остатки полка двинулись в направлении Лиды, на марше полк неоднократно подвергался бомбёжке, в результате личный состав лишился последних орудий.
38-й разведывательный батальон (10 бронеавтомобилей, танк-амфибия, две 76-мм пушки) находился в полевом лагере на границе. Услышав артиллерийскую канонаду, командир поднял батальон по тревоге. Из-за отсутствия связи никаких команд из дивизии не поступало. Около 12 часов 22 июня личный состав услышал по радио речь В. М. Молотова и узнал о начале войны. Через несколько часов батальон вступил в бой, но сдержать сильный натиск противника не смог и начал отход на восток. К утру 25 июня остатки батальона переправились через Неман и двинулись лесами к Минску.
На 24 июня дивизия представляла собой всего два сборных отряда, численностью по 700—800 человек, по словам командарма В. И. Кузнецова от дивизии «остался один номер».
С 24 по 26 июня 1941 года сводные отряды удерживали противника на р. Котря, после чего дивизия фактически перестала существовать.
213-й стрелковый полк 56-й стрелковой дивизии сражался у реки Неман. В ходе жестокого боя 26 июня 1941 года остатки полка перешли Неман, продвигаясь в направлении на Друскеники. В боях и стычках с преследовавшими остатки полка немецкими войсками погибли многие бойцы и командиры, среди них комиссар полка Черных, политрук Репало, младший лейтенант Тибилов. Раненым попал в плен командир полка майор Т.Я. Яковлев. О его последних часах жизни рассказывает встретивший Яковлева в лагере военнопленных в Сувалках писарь первого батальона полка красноармеец Л.Ф. Яковлев: 

Он был худ, избит, в порванной одежде, ранен, но в своей форме. На прощание уверил нас в неизбежной победе над фашистами. Не гнитесь перед врагом, сражайтесь и боритесь кто и где как сможет — это было его последнее к нам обращение, нас уже пинками гнали дальше. А позднее мы услышали, что майора Яковлева враги застрелили.

30 июля 1941 года два офицера дивизии В. В. Куликов и Ф. М. Максимов, тяжело раненые около деревни Взносное (совр. - Узносное) в Толочинском районе Витебской области, отдали знамя дивизии на хранение двум местным комсомольцам А. Зелюткову и К. Мясникову, которые сохраняли знамя до 1943 года, а затем передали партизанам. После войны знамя было помещено в Белорусский государственный музей истории Великой Отечественной войны.
Официально 56-я стрелковая дивизия была расформирована 19 сентября 1941 года.

## Полное название
56-я стрелковая Московская Краснознамённая дивизия

## Подчинение
| Дата            | Фронт (округ)  | Армия     | Корпус (группа)       | Примечания |
| --------------- | -------------- | --------- | --------------------- | ---------- |
| 22.06.1941 года | Западный фронт | 3-я армия | 4-й стрелковый корпус |            |

## Состав
- 37-й стрелковый полк
- 184-й стрелковый Краснознамённый[6] полк
- 213-й стрелковый полк
- 113-й артиллерийский полк
- 247-й гаубичный артиллерийский полк
- 59-й отдельный истребительно-противотанковый дивизион
- 277-й отдельный зенитный артиллерийский дивизион
- 38-й разведывательный батальон
- 79-й сапёрный батальон
- 22-й отдельный батальон связи
- 107-й медико-санитарный батальон
- 131-я отдельная рота химический защиты
- 50-й автотранспортный батальон
- 73-я полевая хлебопекарня
- 188-я полевая почтовая станция
- 191-я полевая касса Госбанка

## Командование дивизии

### Командиры
- Слувис Михаил Васильевич (28.04.1919 — 16.10.1919);
- Радецкий Михаил Николаевич (16.10.1919 — 29.10.1919).

- Мухортов Иосиф Иванович (24.11.1919 — 20.06.1920);
- Анненков Константин Николаевич (20.06.1920 — 04.07.1920), врид;
- Миронов Федор Галактионович (04.07.1920 — 31.12.1921);
- Руднев Николай Иванович (1922 — 13.03.1923);
- Цветаев, Вячеслав Дмитриевич (04.06.1923 — 01.11.1926);
- Наумов Алексей Кузьмич (01.11.1926 — 15.11.1928);
- Хабаров Иван Никитич (15.11.1928 — 03.12.1932);
- Букштынович Михаил Фомич (03.12.1932 — 31.08.1935);
- Карпов Михаил Петрович (31.08.1935 — 15.06.1937), с 26.11.1935 комдив;
- Кругляков Тимофей Петрович (15.06.1937 — 14.07.1937), комбриг;
- Евстигнеев Михаил Сергеевич (27.08.1937 — 12.06.1941), полковник, с 17.02.1938 комбриг, с 4.06.1940 генерал-майор, назначен начальником Могилёвского пехотного училища;
- Сахнов Семён Павлович (12.06.1941 — 30.06.1941), генерал-майор[7].

### Начальники штаба
- Ковашук (Коващук) Илья Никифорович (15.08.1940 — 23.06.1941), полковник, погиб[8].

### Военкомы
- Шитов (28.04.1919 — 05.06.1919);
- Владимиров Б. (05.06.1919 — 16.07.1919);
- Балабанов Л. (17.07.1919 — 29.10.1919)[9].
- Ковальский Сергей Ефремович (20.03.1938 — 19.09.1941), полковой комиссар[10].

## Награды
- 13 декабря 1919 года присвоено наименование «Московская».
- 29 февраля 1928 года — Почётное Революционное Красное Знамя — награждена постановлением Президиума Центрального Исполнительного Комитета СССР от 29 февраля 1928 года в ознаменование десятилетия РККА и отмечая боевые заслуги на различных фронтах гражданской войны, начиная с 1918—1919 года.[11]

## Отличившиеся воины дивизии
- Иванов, Василий Иванович, красноармеец. Звание присвоено 19.05.1940 посмертно за бои в районе озера Коллан-Ярви и высоты Чёрная.
- Парфёнов, Виктор Петрович, командир батальона 37-го стрелкового полка, майор. Герой Советского Союза. Звание присвоено 19.05.1940 посмертно «за образцовое выполнение боевых заданий командования на фронте борьбы с финской белогвардейщиной и проявленные при этом отвагу и геройство» (бои в районе озера Коллан-Ярви и высоты Чёрная).